# Pigeon John
Pigeon John (* 30. November 1972 in Omaha, Nebraska) eigentlich John Kenneth Dunkin, ist ein US-amerikanischer Hip-Hop-Künstler.

## Leben
Dunkin wuchs in Hawthorne Kalifornien auf und lebt in Los Angeles.
2011 wurde er durch seinen Song The Bomb von seinem Album Dragon Slayer bekannt, der in Deutschland Platz 31 in den Singlecharts erreichte. Im Herbst desselben Jahres ging er auf Deutschland-Tournee.

## Diskografie
Studioalben
- 2001: Pigeon John Is Clueless
- 2002: Pigeon John...Is Clueless (ristampa)
- 2003: Pigeon John Is Dating Your Sister
- 2004: Pigeon John Featuring Pigeon John
- 2005: Pigeon John Sings the Blues!
- 2006: Pigeon John...and the Summertime Pool Party
- 2007: Pigeon John Featuring Pigeon John 2
- 2010: Dragon Slayer
- 2014: Encino Man
- 2016: Good Sinner
- 2017: Rap Record
- 2017: Gold
- 2020: Gotta Good Feelin’

Singles
- 2011: The Bomb
- 2014: Champagne on My Shoes